# Amore traditore
Amore traditore, BWV 203, è una cantata di Johann Sebastian Bach, composta a Weimar tra il 1718 e il 1723.

## Storia e testo
Bach compose questa cantata a Weimar tra il 1718 e il 1723 per un'occasione sconosciuta. Anche il librettista e la prima esecuzione non sono note. Il testo, fatto del tutto inusuale per Bach, è in italiano; solo un'altra cantata (Non sa che sia dolore) lo ha.

## Partitura e struttura
È basata sulla tradizione italiana di cantate ad una sola voce. La cantata è in tre movimenti per basso solista e tastiera (talvolta eseguita anche con violoncello o viola da gamba).
1. Aria: Amore traditore
2. Recitativo: Voglio provar
3. Aria: Chi in amore ha nemica la sorte

## Musica
La prima aria è in forma da capo ed è caratterizzata da lunghi melismi con una larga estensione vocale. Il recitativo secco è breve ma non è armonicamente coerente. Anche l'ultimo movimento un'aria con da capo, con tre voci in contrappunto ed una complessa parte per tastiera.

## Registrazioni
- Dominik Wörner, il Gardellino. Solo Cantatas for Bass. Passacaille 2013.
- Bach Collegium Japan, Masaaki Suzuki, Dominik Wörner. Bach Secular cantatas Vol. 7. BIS SACD.
- Jacques Villisech, Gustav Leonhardt. J.S. Bach: Cantatas BWV 203 & BWV 209. Telefunken, 1964.
- Klaus Mertens, Ton Koopman. Ton Koopman Plays Bach. Naxos, 2000.